# Goodlow (Teksas)
Goodlow je grad u američkoj saveznoj državi Teksas. Prema popisu stanovništva iz 2010. u njemu je živjelo 200 stanovnika.